# Qi Baishi
Qi Baishi (ur. 1 stycznia 1864 w Xiangtan w prowincji Hunan, zm. 16 września 1957 w Pekinie) – chiński malarz, kaligraf i rytownik pieczęci. 
Pochodził z biednej rodziny chłopskiej. Początkowo pracował jako cieśla i rzeźbił w drewnie. Dopiero w wieku dwudziestu siedmiu lat nauczył się czytać, pisać i malować. Malarstwa uczył się od artystów ludowych, a później od profesjonalistów. Przez osiem lat podróżował po Chinach, malując w tym czasie alegoryczne pejzaże.
Malował takie przedmioty, jak czajniki, wazy czy koszyki, oraz drobne stworzenia, takie jak kraby czy owady, które wypełniały całą powierzchnię jego obrazów. W swoich pracach stosował proste formy i odważne zestawienia kolorystyczne. Był przeciwnikiem kopiowania dawnych artystów. Wypracował własny styl artystyczny, w którym za pomocą kilku pociągnięć pędzla próbował uchwycić najbardziej charakterystyczne cechy przedstawianych obrazów.
W wieku 60 lat przeniósł się do Pekinu, gdzie wykładał w Pekińskiej Akademii Sztuk Pięknych. W 1953 roku został przewodniczącym Związku Chińskich Artystów Malarzy.

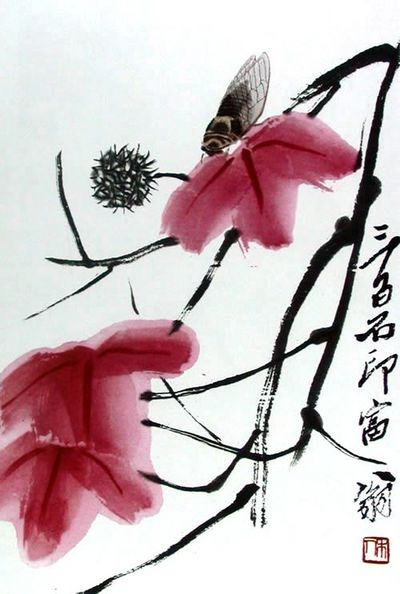
Cykada
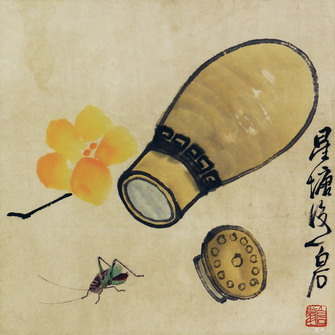
Tykwa na świerszcza
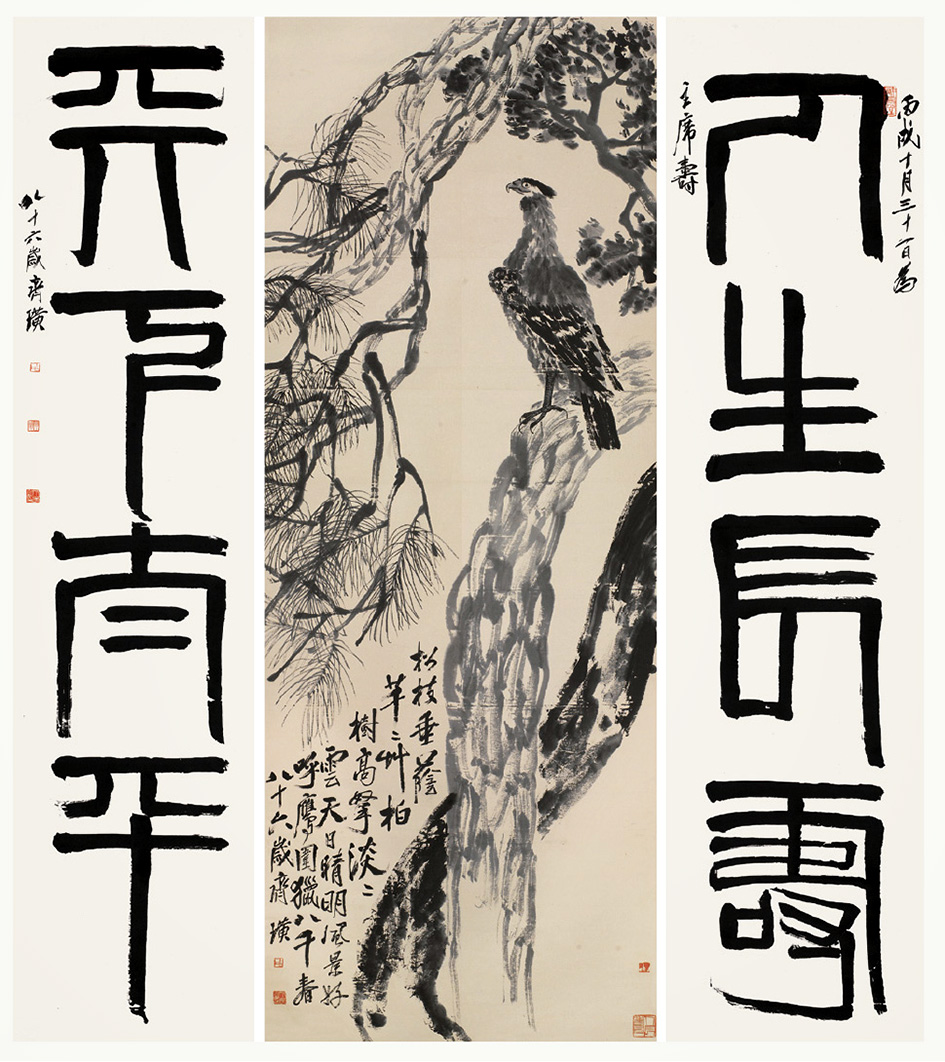
Orzeł